# Денейсвилл
Денейсвилл (африк. Deneysville) — город в ЮАР, в местном муниципалитете Метсимахоло. Город назван в честь Денейса Рейца.

## История
Город был основан в 1936 году на берегу искусственного озера, формирующегося свежепостроенной Ваальской плотиной. С 1937 года озеро стало использоваться гидросамолётами для доставки в ЮАС почты и пассажиров, таким образом Денейсвилл стал первым международным аэропортом Южной Африки. Использование гидросамолётов для международных рейсов было прекращено в 1951 году.

## Население
Согласно переписи 2001 году, а Денейсвилле проживало 1.124 человека, 75,4 % из которых были белыми. 57,5 % населения говорят на африкаанс, 19,2 % — на английском, 15,1 % — на языке сесото, 4,3 % — на зулусском.